# Urie McCleary
Urie McCleary (Arkansas, 10 luglio 1905 – Los Angeles, 12 dicembre 1980) è stato uno scenografo statunitense.
Ha lavorato a oltre 60 film tra il 1929 e il 1970. Ha vinto due Premi Oscar nella categoria migliore scenografia: nel 1942 per Fiori nella polvere (in condivisione con Cedric Gibbons e Edwin B. Willis) e nel 1971 per Patton, generale d'acciaio (in condivisione con Gil Parrondo, Antonio Mateos e Pierre-Louis Thévenet). Ha ricevuto altre quattro volte la candidatura agli Oscar nella stessa categoria: nel 1946, nel 1954, nel 1958 e nel 1966.

## Filmografia parziale
- Il ponte di Waterloo (Waterloo Bridge), regia di Mervyn LeRoy - scenografo associato (1940)
- Fiori nella polvere (Blossoms in the Dust), regia di Mervyn LeRoy (1941)
- Gran Premio (National Velvet), regia di Clarence Brown (1944)
- Sua altezza e il cameriere (Her Highness and the Bellboy), regia di Richard Thorpe (1945)
- Lo stato dell'Unione (State of the Union), regia di Frank Capra (1948)
- Il giardino segreto (The Secret Garden), regia di Fred M. Wilcox (1949)
- Baciami Kate! (Kiss Me Kate), regia di George Sidney (1953)
- La regina vergine (Young Bess), regia di George Sidney (1953)
- Sette spose per sette fratelli (Seven Brides for Seven Brothers), regia di Stanley Donen (1954)
- Annibale e la vestale (Jupiter's Darling), regia di George Sidney (1955)
- Impiccagione all'alba (The Hired Gun), regia di Ray Nazarro (1957)
- L'albero della vita (Raintree County), regia di Edward Dmytryk (1957)
- La gatta sul tetto che scotta (Cat on a Hot Tin Roof), regia di Richard Brooks (1958)
- I quattro cavalieri dell'Apocalisse (The Four Horsemen of the Apocalypse), regia di Vincente Minnelli (1962)
- Una fidanzata per papà (The Courtship of Eddie's Father), regia di Vincente Minnelli (1963)
- Intrigo a Stoccolma (The Prize), regia di Mark Robson (1963)
- Incontro al Central Park (A Patch of Blue), regia di Guy Green (1965)
- Patton, generale d'acciaio (Patton), regia di Franklin J. Schaffner (1970)